# Koszmar z ulicy Wiązów IV: Władca snów
Koszmar z ulicy Wiązów IV: Władca snów (ang. A Nightmare on Elm Street 4: The Dream Master) – amerykański film fabularny z 1988 roku. Czwarta część słynnej serii horrorów.

## Fabuła
Kristen, Kincaid i Joey jako jedyni przeżyli atak Freddy’ego Kruegera. Niestety, demon nie odpuszcza i już na wstępie w okrutny sposób pozbawia życia całą trójkę. Tuż przed śmiercią Kristen oddaje swoją unikatową moc młodej dziewczynie, swej szkolnej przyjaciółce Alice. Teraz to ona może „wciągać” innych do snów. Freddy zręcznie wykorzystuje sytuację, by mordować wszystkich bliskich z otoczenia Alice za jej nieświadomym pośrednictwem.

## Obsada
- Lisa Wilcox – Alice Johnson
- Danny Hassel – Dan Jordan
- Tuesday Knight – Kristen Parker
- Brooke Theiss – Debbie Stevens
- Andras Jones – Rick Johnson
- Toy Newkirk – Sheila Kopecky
- Ken Sagoes – Roland Kincaid
- Rodney Eastman – Joey Crusel
- Brooke Bundy – Elaine Parker
- Nicholas Mele – pan Dennis Johnson
- Robert Englund – Freddy Krueger

## Morderstwa popełnione przez Freddy’ego
- Roland Kincaid – dźgnięty w brzuch.
- Joey Crusel – utopiony w łóżku wodnym.
- Kristen Parker – podpalona.
- Sheila Kopecky – wyssane soki (we śnie) / śmiertelny atak astmy (w rzeczywistości).
- Rick Johnson – dźgnięty w brzuch.
- Debbie Stevens – zgnieciona w „pułapce na karaluchy”.